# توموكي هوشينو
توموكي هوشينو (باليابانية: 星野智樹؛ بالكانا: ほしの ともき) هو لاعب كرة قاعدة ياباني، ولد في 29 يوليو 1977 في توين ‏ في اليابان.

## وصلات خارجية
- توموكي هوشينو على موقع الدوري الياباني لكرة القاعدة (الإنجليزية)
- توموكي هوشينو على موقعبيزبول رفرنس.كوم (الدوري الثانوي) (الإنجليزية)